# Puchar Świata w narciarstwie alpejskim mężczyzn 2020/2021
Puchar Świata w narciarstwie alpejskim mężczyzn 2020/2021 to 55. edycja tej imprezy. Cykl rozpocznie się tradycyjnie w austriackim Sölden, 18 października 2020 roku, zaś zakończy zawodami w Lenzerheide 21 marca 2021 roku.
Najważniejszą imprezą sezonu będą zaplanowane na luty Mistrzostwa Świata w Narciarstwie Alpejskim 2021 w Cortina d’Ampezzo.
Jeszcze przed rozpoczęciem sezonu odwołano wszystkie zawody organizowane w Ameryce Północnej: zjazd i supergigant w Lake Louise oraz supergigant, zjazd i gigant w Beaver Creek.

## Podium zawodów

### Indywidualnie
| Lp.                                             | Data                 | Miejscowość            | Trasa                        | Konkurencja       | 1. Miejsce              | 2. Miejsce               | 3. Miejsce               |
| ----------------------------------------------- | -------------------- | ---------------------- | ---------------------------- | ----------------- | ----------------------- | ------------------------ | ------------------------ |
| 1.                                              | 18 października 2020 | Sölden                 | Rettenbach                   | gigant            | Lucas Braathen          | Marco Odermatt           | Gino Caviezel            |
| 2.                                              | 27 listopada 2020    | Lech                   | –                            | slalom równoległy | Alexis Pinturault       | Henrik Kristoffersen     | Alexander Schmid         |
| 3.                                              | 5 grudnia 2020       | Santa Caterina         | Deborah Compagnoni           | gigant            | Filip Zubčić            | Žan Kranjec              | Marco Odermatt           |
| 4.                                              | 7 grudnia 2020       | Santa Caterina         | Deborah Compagnoni           | gigant            | Marco Odermatt          | Tommy Ford               | Filip Zubčić             |
| 5.                                              | 12 grudnia 2020      | Val d’Isère            | O.K.                         | supergigant       | Mauro Caviezel          | Adrian Smiseth Sejersted | Christian Walder         |
| 6.                                              | 13 grudnia 2020      | Val d’Isère            | O.K.                         | zjazd             | Martin Čater            | Otmar Striedinger        | Urs Kryenbühl            |
| 7.                                              | 18 grudnia 2020      | Val Gardena            | Saslong                      | supergigant       | Aleksander Aamodt Kilde | Mauro Caviezel           | Kjetil Jansrud           |
| 8.                                              | 19 grudnia 2020      | Val Gardena            | Saslong                      | zjazd             | Aleksander Aamodt Kilde | Ryan Cochran-Siegle      | Beat Feuz                |
| 9.                                              | 20 grudnia 2020      | Alta Badia             | Gran Risa                    | gigant            | Alexis Pinturault       | Atle Lie McGrath         | Justin Murisier          |
| 10.                                             | 21 grudnia 2020      | Alta Badia             | Gran Risa                    | slalom            | Ramon Zenhäusern        | Manuel Feller            | Marco Schwarz            |
| 11.                                             | 22 grudnia 2020      | Madonna di Campiglio   | Canalone Miramonti           | slalom            | Henrik Kristoffersen    | Sebastian Foss Solevåg   | Alex Vinatzer            |
| 12.                                             | 29 grudnia 2020      | Bormio                 | Stelvio                      | supergigant       | Ryan Cochran-Siegle     | Vincent Kriechmayr       | Adrian Smiseth Sejersted |
| 13.                                             | 30 grudnia 2020      | Bormio                 | Stelvio                      | zjazd             | Matthias Mayer          | Vincent Kriechmayr       | Urs Kryenbühl            |
| 14.                                             | 6 stycznia 2021      | Zagrzeb                | Crveni Spust                 | slalom            | Linus Straßer           | Manuel Feller            | Marco Schwarz            |
| 15.                                             | 8 stycznia 2021      | Adelboden              | Chuenisbärgli                | gigant            | Alexis Pinturault       | Filip Zubčić             | Marco Odermatt           |
| 16.                                             | 9 stycznia 2020      | Adelboden              | Chuenisbärgli                | gigant            | Alexis Pinturault       | Filip Zubčić             | Loïc Meillard            |
| 17.                                             | 10 stycznia 2021     | Adelboden              | Chuenisbärgli                | slalom            | Marco Schwarz           | Linus Straßer            | David Ryding             |
| 18.                                             | 16 stycznia 2021     | Flachau                | Hermann Maier Weltcupstrecke | slalom            | Manuel Feller           | Clément Noël             | Marco Schwarz            |
| 19.                                             | 17 stycznia 2021     | Flachau                | Hermann Maier Weltcupstrecke | slalom            | Sebastian Foss Solevåg  | Marco Schwarz            | Alexis Pinturault        |
| 20.                                             | 22 stycznia 2021     | Kitzbühel              | Streif                       | zjazd             | Beat Feuz               | Matthias Mayer           | Dominik Paris            |
| 21.                                             | 24 stycznia 2021     | Kitzbühel              | Streif                       | zjazd             | Beat Feuz               | Johan Clarey             | Matthias Mayer           |
| 22.                                             | 25 stycznia 2021     | Kitzbühel              | Streifalm                    | supergigant       | Vincent Kriechmayr      | Marco Odermatt           | Matthias Mayer           |
| 23.                                             | 26 stycznia 2021     | Schladming             | Planai                       | slalom            | Marco Schwarz           | Clément Noël             | Alexis Pinturault        |
| 24.                                             | 30 stycznia 2021     | Chamonix               | La Verte des Houches         | slalom            | Clément Noël            | Ramon Zenhäusern         | Marco Schwarz            |
| 25.                                             | 31 stycznia 2021     | Chamonix               | La Verte des Houches         | slalom            | Henrik Kristoffersen    | Ramon Zenhäusern         | Sandro Simonet           |
| 26.                                             | 5 lutego 2021        | Garmisch-Partenkirchen | Kandahar 1                   | zjazd             | Dominik Paris           | Beat Feuz                | Matthias Mayer           |
| 27.                                             | 6 lutego 2021        | Garmisch-Partenkirchen | Kandahar 1                   | supergigant       | Vincent Kriechmayr      | Matthias Mayer           | Marco Odermatt           |
| 46. Mistrzostwa Świata 2021 – Cortina d’Ampezzo |                      |                        |                              |                   |                         |                          |                          |
| 28.                                             | 27 lutego 2021       | Bansko                 | Banderiza                    | gigant            | Filip Zubčić            | Mathieu Faivre           | Stefan Brennsteiner      |
| 29.                                             | 28 lutego 2021       | Bansko                 | Banderiza                    | gigant            | Mathieu Faivre          | Marco Odermatt           | Alexis Pinturault        |
|                                                 | 5 marca 2021         | Saalbach-Hinterglemm   |                              | zjazd             | Zawody odwołane         | Zawody odwołane          | Zawody odwołane          |
| 30.                                             | 6 marca 2021         | Saalbach-Hinterglemm   | Schneekristall-Zwölfer       | zjazd             | Vincent Kriechmayr      | Beat Feuz                | Matthias Mayer           |
| 31.                                             | 7 marca 2021         | Saalbach-Hinterglemm   | Schneekristall-Zwölfer       | supergigant       | Marco Odermatt          | Matthieu Bailet          | Vincent Kriechmayr       |
| 32.                                             | 13 marca 2021        | Kranjska Gora          | Podkoren 3                   | gigant            | Marco Odermatt          | Loïc Meillard            | Stefan Brennsteiner      |
| 33.                                             | 14 marca 2021        | Kranjska Gora          | Podkoren 3                   | slalom            | Clément Noël            | Victor Muffat-Jeandet    | Ramon Zenhäusern         |
|                                                 | 17 marca 2021        | Lenzerheide            |                              | zjazd             | Zawody odwołane         | Zawody odwołane          | Zawody odwołane          |
|                                                 | 18 marca 2021        | Lenzerheide            |                              | supergigant       | Zawody odwołane         | Zawody odwołane          | Zawody odwołane          |
| 34.                                             | 20 marca 2021        | Lenzerheide            | Beltrametti                  | gigant            | Alexis Pinturault       | Filip Zubčić             | Mathieu Faivre           |
| 35.                                             | 21 marca 2021        | Lenzerheide            | Beltrametti                  | slalom            | Manuel Feller           | Clément Noël             | Alexis Pinturault        |

### Drużynowy slalom gigant równoległy
| Data          | Miejscowość | 1. Miejsce | 2. Miejsce                                                          | 3. Miejsce                                                                 |
| ------------- | ----------- | --- | ------------------------------------------------------------------- | -------------------------------------------------------------------------- |
| 19 marca 2021 | Lenzerheide | Norwegia Kristina Riis-Johannessen · Leif Kristian Nestvold-Haugen · Kristin Lysdahl · Sebastian Foss Solevåg | Niemcy Andrea Filser · Linus Straßer · Lena Dürr · Alexander Schmid | Austria Franziska Gritsch · Fabio Gstrein · Katharina Huber · Adrian Pertl |

## Klasyfikacje
| Lp. | Zawodnik             | Punkty |
| --- | -------------------- | ------ |
| 1.  | Alexis Pinturault    | 1260   |
| 2.  | Marco Odermatt       | 1093   |
| 3.  | Marco Schwarz        | 814    |
| 4.  | Loïc Meillard        | 805    |
| 5.  | Filip Zubčić         | 764    |
| 6.  | Henrik Kristoffersen | 722    |
| 7.  | Matthias Mayer       | 700    |
| 8.  | Vincent Kriechmayr   | 675    |
| 9.  | Beat Feuz            | 607    |
| 10. | Manuel Feller        | 595    |

| Lp. | Zawodnik            | Punkty |
| --- | ------------------- | ------ |
| 1.  | Beat Feuz           | 486    |
| 2.  | Matthias Mayer      | 418    |
| 3.  | Dominik Paris       | 338    |
| 4.  | Johan Clarey        | 272    |
| 5.  | Vincent Kriechmayr  | 267    |
| 6.  | Romed Baumann       | 196    |
| 7.  | Otmar Striedinger   | 191    |
| 8.  | Aleksander A. Kilde | 190    |
| 9.  | Max Franz           | 186    |
| 10. | Andreas Sander      | 161    |

| Lp. | Zawodnik            | Punkty |
| --- | ------------------- | ------ |
| 1.  | Vincent Kriechmayr  | 401    |
| 2.  | Marco Odermatt      | 318    |
| 3.  | Matthias Mayer      | 276    |
| 4.  | Mauro Caviezel      | 225    |
| 5.  | Aleksander A. Kilde | 172    |
| 6.  | Andreas Sander      | 169    |
| 7.  | Kjetil Jansrud      | 160    |
| 8.  | Christian Walder    | 145    |
| 9.  | Adrian S. Sejersted | 140    |
| 10. | Ryan Cochran-Siegle | 132    |

| Lp. | Zawodnik             | Punkty |
| --- | -------------------- | ------ |
| 1.  | Alexis Pinturault    | 700    |
| 2.  | Marco Odermatt       | 649    |
| 3.  | Filip Zubčić         | 606    |
| 4.  | Loïc Meillard        | 393    |
| 5.  | Mathieu Faivre       | 378    |
| 6.  | Stefan Brennsteiner  | 266    |
| 7.  | Žan Kranjec          | 250    |
| 8.  | Henrik Kristoffersen | 236    |
| 9.  | Thibaut Favrot       | 232    |
| 10. | Justin Murisier      | 229    |

| Lp. | Zawodnik               | Punkty |
| --- | ---------------------- | ------ |
| 1.  | Marco Schwarz          | 665    |
| 2.  | Clément Noël           | 553    |
| 3.  | Ramon Zenhäusern       | 503    |
| 4.  | Manuel Feller          | 488    |
| 5.  | Sebastian Foss Solevåg | 431    |
| 6.  | Henrik Kristoffersen   | 406    |
| 7.  | Alexis Pinturault      | 364    |
| 8.  | Linus Straßer          | 347    |
| 9.  | Loïc Meillard          | 327    |
| 10. | Victor Muffat-Jeandet  | 310    |

| Lp. | Zawodnik             | Punkty |
| --- | -------------------- | ------ |
| 1.  | Alexis Pinturault    | 100    |
| 2.  | Henrik Kristoffersen | 80     |
| 3.  | Alexander Schmid     | 60     |
| 4.  | Adrian Pertl         | 50     |
| 5.  | Semyel Bissig        | 45     |
| 6.  | Gino Caviezel        | 40     |
| 7.  | Stefan Luitz         | 36     |
| 8.  | Christian Hirschbühl | 32     |
| 9.  | Dominik Raschner     | 29     |
| 10. | Filip Zubčić         | 26     |